# Antoine Blanca
Pour les articles homonymes, voir Blanca.
Antoine Blanca (Alicante, 4 juin 1936 - Paris, 11 septembre 2016) est un diplomate et militant politique français,.

## Biographie
Antoine Blanca naît le 4 juin 1936 à Alicante, peu avant le déclenchement de la guerre civile espagnole.
Son père, Antonio Blanca Pérez, est journaliste et notamment membre du Parti Communiste Espagnol. Il s'exilera grâce au bateau marchand britannique Ronwyn, en direction d'Oran, en Algérie après la défaite des républicains contre les troupes franquistes,,.
Antoine Blanca et sa mère gagneront l'Algérie plus tard et y vivront jusqu'en 1963.
Enseignant de profession, Antoine Blanca est secrétaire général de la Fédération Léo-Lagrange de 1966 à 1977. Il est nommé en 1982 par François Mitterrand ambassadeur itinérant en Amérique latine. Il est notamment en fonction à Cuba, au Pérou et en Argentine. Il est ensuite pendant quatre ans directeur général de l'Office des Nations unies à Genève auprès de Javier Pérez de Cuellar.

## Ouvrages
- Itineraires d'un républicain Espagnol, Bruno Le Prince,  (ISBN 978-2909634494), 2002
- Salvador Allende ; l'autre 11 septembre, Bruno Le Prince,  (ISBN 9782909634579), 2003
- La gauche latino-americaine ; origines et avenir, Bruno Le Prince,  (ISBN 9782909634845), 2004
- Les trois voyages d'Abel, fils de Républicain espagnol, Bruno Le Prince,  (ISBN 978-2364880993), 2014